# 명신대학교
명신대학교(明信大學校, Myungshin University)는 전라남도 순천시에 있던 사립 대학이었다. 2011년 종합감사결과 대학설립인가 허위자료제출, 사적 교비사용, 등록금 불법 사용등이 적발되어 학교폐쇄 계고 공고를 받아 2012년 이후 13년만에 폐교하였다.

## 연혁
- 1983년 4월 19일 : 학교법인 신명학원 설립
- 1982년 11월 21일 : 학교법인 신명학원 산하 목포신명여자상업고등학교 설립
- 1996년 3월 1일 : 목포신명여자상업고등학교를 목포성신여자실업고등학교로 교명변경
- 1999년 12월 17일 : 명신대학교 설립 인가(개설학과 : 산업디자인학과, 피아노학과, 전자계산학과)
- 2000년 3월 9일 : 명신대학교 개교식 (정원 100명)
- 2001년 3월 1일 : 경찰행정학과, 사회복지학과 신설, 전자계산학과를 인터넷컴퓨터학과로, 피아노학과를 음악학과로 변경
- 2003년 9월 1일 : 인터넷 컴퓨터학과→ 디지털미디어학과, 산업디자인학과 → 조형예술학과 학과 명칭 변경
- 2004년 2월 25일 : 제1회 학위수여식
- 2004년 3월 1일 : 초등특수교육학과, 연극영화학과, 애완동물학과, 사회체육학과, 한국음악학과를 증과 (정원 200명)
- 2005년 3월 1일 : 경찰행정학과 → 경찰학과, 조형예술학과 → 아동미술학과, 사회체육학과 → 생활체육학과 학과 명칭변경, 태권도학과, 경호학과를 증과 (정원 385명)
- 2005년 4월 7일 : 관광학과 신설, 태권도학과, 경호학과 폐과
- 2005년 8월 9일 : 소방행정학과 신설, 관광학과를 국제관광통상학과로 변경, 디지털미디어학과 폐과
- 2005년 11월 21일 : 친환경식물자원학과 신설, 아동미술학과를 보석감정학과로 변경
- 2006년 2월 1일 : 사회복지학과, 음악학과 신설
- 2006년 5월 3일 : 생활체육학과를 체육학과로 변경, 일반대학원설립(사회목지학과, 음악학과)
- 2006년 11월 8일 : 일반대학원 박사과정 신설
- 2007년 4월 5일 : 국제관광학과 → 관광경영학과로 학과명 변경, 청소년복지과, 청소년상담학과, 예술치료학과 신설
- 2007년 10월 9일 : 안경광학과 신설, 소방행정학과,연극영화학과,보석감정학과 폐과
- 2008년 6월 3일 : 복지행정학과, 복지예술치료학과 신설, 상담학과, 예술치료학과 폐과
- 2011년 2월 23일 : 사회복지학과, 경찰학과, 초등특수교육과,음악학과, 체육학과,안경광학과로 통합됨
- 2011년 2월 17일 : 제8회 학위수료식
- 2011년 : 교육과학기술부 선정 정부재정지원제한대학[1]
- 2012년 2월 29일 : 교육과학기술부에 의해 강제 폐교[2]

## 주요 사건 및 논란

### 임원 횡령 및 학사운영 부실[3]
학교법인 신명학원은 고등학교와 대학을 각각 설치·경영하는 법인으로, 설립자와 그의 처, 딸, 아들 등 친인척 중심으로 경영돼 왔다. 그러나 종합감사 실시 결과 대학 설립인가 신청시 수익용 기본재산 확보를 허위 제출하고, 인가받은 뒤에는 수익용기본재산 14억원을 불법 인출해 임의로 사용하고 교비 12억원을 횡령하는 등의 비리가 드러났다.
학사운영과 관련해서도 입학정원 116명을 초과 모집하고, 출석기준 미달 학생 2만2794명에게 성적을 부여한 것으로 나타났다.
이에 따라 교과부는 법인 임원 8명에 대해 임원취임승인을 취소하고, 교비 횡령액 및 부당 집행액 68억원에 대해 회수 또는 보전하도록 조치를 내렸다. 특히 수업일수 미달학생 전원에게는 부여한 성적을 취소하도록 통보했다.

### 주요 지적 사항[4]
- 대학 설립 인가 신청시 수익용기본재산 확보 허위 제출 및 임의 사용 (설립 인가 후 수익용기본재산(예금) 임의 사용 및 허위 보고, 교비회계 자금 1,200백만원 횡령)
- 편입생 선발 및 전과 처리 부당 (2008년도 사회복지학과 편입학 불합격자를 정원미달 학과로 임의합격처리한 후 전과절차를 통하는 방식으로 입학정원 63명 초과모집)
- 교원 수업 및 학생 성적 관리 부적정 (2010학년도에 49명의 교원이 189개 교과목에서 출석기준 미달학생 22,794명(재학생 2,178명, 시간제등록생 20,616명)에게 출석 인정 및 성적 부여)
- 전 총장 횡령액 미회수, 전 총장 수령‘신원보증금’ 교비 반환 부당, 등록금 수입 횡령, 설립자 생계비 등 지원 부당

### 학교 폐쇄 계고 공고
교육과학기술부는 지난 4월 실시한 명신대학교에 대해 종합감사 처분의 이의신청에 대해 기각결정이 내려짐에 따라 2011년 9월 6일 시정요구와 학교폐쇄 계고를 통보하였다고 밝혔다. 감사결과에 따른 시정 요구사항을 9월 27일까지 이행하지 않을 경우, 학교 폐쇄, 임원취소승인취소 등의 절차를 진행할 예정이다. 교과부 관계자는 “이들 대학이 정해진 기간 내에 지적사항을 시정하는 것이 사실상 어려워 폐쇄까지 갈 것으로 전망된다”고 말했다.
이에 대해 명신대학교 측은 "교과부가 요구한 교비 68억 원 중 40억 원을 먼저 마련한 뒤 28억 원은 연차적으로 낼 계획" 이라고 밝히면서 교과부의 시정사항 이행 요구에 대한 이의신청서에서 먼저 내야할 교비 40억 원을 우선 충당한 뒤 나머지 20억 원을 연차적으로 낼 수 있도록 해달라고 건의 했다가 거절당했다. 이에 따라 명신대는 남은 기간 동안 감사결과 교비 부당집행, 학점 문제 등 주요시정사항을 처리한 뒤 대학구조개혁위원회의 심의에 임하겠다는 방침이다. 또,“20억 원을 우선 납부하겠다는 학교의 뜻으로 볼 때 교과부의 시정 사항을 이행하려는 의지가 있음이 분명한 것 아니냐”며 “당연히 폐쇄를 바라는 것이 아닌데도 학자금최소대출대상으로 선정하거나 대학폐쇄를 거론해 수시·정시 모집에 영향을 주는 것은 너무 가혹한 처사다”고 지적했다.
2011년 9월 30일 교과부는 신명학원(명신대학교)에 종합감사 결과에 따른 지적사항 시정 요구와 학교폐쇄 2차 계고를 통보했다고 밝혔다. 폐쇄계고는 통상 2~3회 걸쳐 이루어지며, 1회당 20일의 시정기간이 주어진다. 계고 이후에 청문을 통해 이행여부를 확인한 결과 대학측이 10월 19일까지 시정 요구를 이행하지 않아 현지조사 및 청문, 학교폐쇄 명령 및 결과보고, 학교폐쇄 순서를 통해 학교를 폐쇄하였다.

### 졸업생 학위 박탈 위기
지난 4월 종합감사에서 밝혀진 22,794명(재학생 2178명, 시간제 등록생 20,616명)이 수업 일수를 채우지 않았음에도 출석과 학점을 인정한 것을 모두 취소하도록 지시하면서, 올해 졸업 학위가 취소될 졸업생은 약 200명으로 예상된다. 학교측은 학점 및 학위 취소 사실을 학생들에게 알리고 재수강 기회 제공 등의 대책을 마련해야 하지만 지금까지 공식적으로 통보하지 않았다. 총장은 "문제가 잘 해결될 것"이라는 말만 반복하고 있는 것으로 전해졌다. 교수들 역시 그동안 채용하면서 '신원보증금' 명목으로 지불한 1억~1억5천만원을 반환해 줄 것을 요구할 계획이다.

### 특별 편입
반면 재학생들은 폐교와 동시에 인근 대학교에 특별 편입 조치되었다. 그러나 전남대학교는 두 학교에 재학중인 학생들간의 수준 차이가 심하다는 사유로 특별 편입을 거절했으며 조선대학교에서는 필기 시험을 통해서 유아교육과 2명만 특별 편입을 받는 것으로 조건부 편입을 실시했다. 전라남도권의 나머지 대학에서 명신대학교 재학생들을 특별 편입으로 받아줬다.